# Joseph Cornudet des Chaumettes
Joseph Cornudet des Chaumettes (Crocq, 15 settembre 1755 – Parigi, 13 settembre 1834) è stato un politico e magistrato francese.

## Biografia
Joseph Cornudet des Chaumettes era il minore dei figli di Jean-Baptiste Cornudet (15 luglio 1721 - 28 settembre 1807), signore di Farges, notaio reale a Crocq, avvocato al parlamento di Parigi e ufficiale giudiziario, e di sua moglie Marie de Courteix, figlia di Annet e Léonarde Chermartin des Bussières. Aveva un fratello, Michel, e due sorelle: la prima fu moglie di monsieur du Courtial de La Suchette, la seconda, Marie, sposò nel 1772 Joseph-Annet Chassaing, ufficiale giudiziario di Herment.
Come il padre, anche il giovane Joseph intraprese la carriera legale. Nel 1790 divenne pubblico ministero per il distretto di Felletin e primo presidente della Societé des Amis de la Constitution il 23 settembre 1791, rendendo chiara la sua adesione limitata agli ideali rivoluzionari. In quello stesso anno venne eletto con 252 voti su 330 votanti quale deputato all'Assemblea Legislativa, organo al quale non diede un apporto concreto pur venendo integrato nella commissione finanze dell'organizzazione. Si dimostrò uno strenuo difensore della causa della monarchia costituzionale e votò per l'assoluzione di La Fayette il 6 agosto 1792.
Ritornato a Creuse dopo la caduta del re, nel 1795 fu nominato commissario del governo presso il tribunale civile e penale di Creuse.
Durante il Direttorio, venne eletto deputato al parlamento nel Consiglio degli Anziani dove sedette tra i moderati e dove si schierò per una serie di posizioni singolari come ad esempio il riconoscimento dei pieni diritti politici per gli ex nobili, oppure votò favorevolmente all'introduzione di una tassa sul tabacco, opponendosi altresì a che lo stato incamerasse automaticamente e senza compensazione i beni degli emigrée. Segretario, nell'anno VI, fu eletto il 19 giugno 1798 quale presidente dell'assemblea nell'anno VII (24 settembre - 23 ottobre 1799) e fu uno dei principali collaboratori al colpo di stato di Napoleone del 18 brumaio. In quest'ultimo ambito fu tra coloro che sostennero la necessità di trasferire il parlamento a Saint-Cloud.
Membro del Senato conservatore sin dalla sua creazione, Il 4 nevoso dell'anno VIII (25 dicembre 1799), fu per anni membro della commissione legislativa del medesimo organo statale. Nel 1803 venne incaricato dell'inquadramento dei senatori provenienti dal Piemonte, area che era stata annessa alla Francia.
Nel giugno del 1808 venne creato conte dell'impero da Napoleone ed il 30 giugno 1811 ricevette la croce di grand'ufficiale della Legion d'onore.
Ritornato a Parigi il 15 aprile 1814, firmò per la decadenza di Napoleone e venne quindi nominato pari di Francia il 4 giugno successivo da Luigi XVIII, durante la prima Restaurazione. In questa assemblea difese la libertà di stampa, chiedendo un risarcimento per le vittime di eventi politici e propose di restituire agli emigrée i loro beni rimasti invenduti.
Durante i Cento Giorni, Napoleone gli confermò nuovamente il titolo nobiliare di conte il 2 giugno 1815. Tuttavia, il 22 di quello stesso mese, difese la formazione di un governo provvisorio e si oppose a coloro che volevano proclamare nuovo imperatore Napoleone II.
Escluso, con altri ventotto, dalla Camera dei Pari durante la seconda Restaurazione, con ordinanza del 24 luglio 1815, riacquistò il suo seggio il 5 marzo 1819; il 17 luglio 1821 Luigi XVIII gli concesse il titolo di conte e pari di Francia. Nel 1830 prestò giuramento a Luigi Filippo.

## Araldica
|  |

|  |